# William Lamb, 2:e viscount Melbourne
William Lamb, 2:e viscount Melbourne, född 15 mars 1779, död 24 november 1848, var brittisk inrikesminister (Home Secretary) (1830-1834) och premiärminister (1834 och 1835-1841), samt mentor till Viktoria I av Storbritannien.

## Biografi
William var son till Peniston Lamb, 1:e viscount Melbourne och bror till Frederick Lamb, 3:e viscount Melbourne. 
Åren 1820-1825 var han gift med Lady Caroline Ponsonby, mest känd under sitt författarnamn Lady Caroline Lamb, som blev en av Lord Byrons älskarinnor. Han anklagades, oriktigt, 1836 för att ha förfört poeten Caroline Norton. Därmed förlorade han sitt förtroende hos kung Vilhelm IV av Storbritannien men blev rådgivare till den unga drottning Viktoria.
Kung William IV
Lord William Melbourne var en brittisk statsman under början av 1800-talet. Han tjänstgjorde som premiärminister först under kung William IV av Storbritannien och sedan under drottning Victoria. Kung William IV valde att avskeda honom 1834 då han var emot whigs liberala reformer. Kungen gav ämbetet till tories Robert Peel, men han förlorade det allmänna valet och var därför tvungen att ge upp sin makt. Melbourne är den sista brittiska premiärminister som en monark har avskedat. Efter att åter fått makten så blev Melbourne involverad i en sexskandal vilket skapade stora kontroverser runt hans jobb och person. Det ryktades att Caroline Norton hade en affär med Melbourne, vilket hennes man valde att utnyttja. Han pressade Melbourne att betala 1,400 pund. När han vägrade stämde Nortons man honom för äktenskapsbrott. Melbourne vann och stannade som premiärminister med Duke of Wellingtons och kungens stöd. Han slutade dock att träffa Caroline Norton som blev socialt dömd.
Drottning Victoria
Juni 1837 kom drottning Victoria till makten och hon tyckte genast om lord Melbourne. Han agerade bland annat som hennes privata sekreterare i början av hennes regim. Hon gav honom smeknamnet Lord m och såg honom som en far. Vissa historiker menar att det även fanns ett romantiskt band mellan premiärminister och drottningen. Hon gav honom ett permanent sovrum i Windsor Castle vilket gav upphov till rykte om att drottningen skulle gifta sig med Melbourne som var 40 år äldre än henne. Oavsett vilken relation de hade så influerade han hennes styre mycket. 
”Lady Flora scandal”
Hans medverkande gav upphov till två skandaler under hennes första år.
Först, Lady Flora skandalen och sedan ”the bedchamber crisis”. Lady Flora-skandalen handlade om att en av Victorias mammas hovdamer sagts vara gravid med Lord Conroys barn. Det visade sig att hon inte var med barn men istället sjuk i magcancer. Många historiker menar att Melbourne influerade drottningen till att anklaga lady Flora och uppmuntrade hennes hat för Conroy och det var anledningen till skandalen. Victorias okänsliga handlande gav upphov till starkt missnöje hos folket, speciellt tories (brittiska högerpartiet).
”The bedchamber scandal”
”The bedchamber scandal” är en mer känd politisk skandal som drottningen skapade då hon inte ville byta sina liberala hovdamer mot konservativa damer vid regeringsbytet. Robert Peel kände inte att han fick stöd när drottningen vägrade byta till mer högerinriktade hovdamer och kunde därför inte bilda regering. Återigen blev relationen mellan monarkin och det brittiska högerpartiet spänd. Det brittiska folket demonstrerade även mot monarkin och missnöjet höjdes. Skandalen slutade med att Melbourne återigen fick premiärministerposten, vilket förargade många. Folket och högerpartiet lugnade dock ner sig efter ett en viss tid 